# ميخائيل جونسون (سياسي)
ميخائيل جونسون (بالإنجليزية: Michael Johnson)‏ هو فلاح وقاضي صلح ‏ وسياسي أمريكي، ولد في 4 يناير 1832، وتوفي في 11 فبراير 1908. حزبياً، نشط في الحزب الديمقراطي. وقد انتخب عضو جمعية ولاية ويسكونسن.